# Celama poecila
Celama poecila är en fjärilsart som beskrevs av Alfred Ernest Wileman 1928. Celama poecila ingår i släktet Celama och familjen trågspinnare. Inga underarter finns listade i Catalogue of Life.